# Mariam Toloba
Mariam Abdulai Toloba (* 20. September 1999 in Gent) ist eine belgische Fußballspielerin. Seit dem 1. Juli 2025 ist sie Vertragsspielerin des FC Nantes und seit 2024 A-Nationalspielerin.

## Karriere

### Vereine
Toloba, Tochter einer belgischen Mutter und eines ghanaischen Vaters,  begann für den in Evergem in der Provinz Ostflandern ansässigen Koninklijke Football Club Evergem-Center mit dem Fußballspielen. Im weiteren Verlauf spielte sie für den in Petegem-aan-de-Schelde, ein Ortsteil der Gemeinde Wortegem-Petegem (ebenfalls in der Provinz Ostflandern), ansässigen FC Sparta Petegem. Nachdem sie zuletzt im Jahr 2015 für die weibliche B-Jugend des KAA Gent aktiv gewesen ist, rückte sie in den Seniorinnenbereich auf und wurde Vertragsspielerin deren erster Mannschaft.
Nach vier Saisonen in der Super League, der höchsten Spielklasse im belgischen Frauenfußball, gelangte sie zur Frauenfußballmannschaft des RSC Anderlecht. Auch für diesen Verein war sie vier Saisonen lang aktiv; in ihrer Premierensaison für die Mannschaft kam sie im Zeitraum 24. August 2019 – 21. Februar 2020 in 15 Punktspielen zum Einsatz, in denen ihr zwei Tore gelangen. Von 2020 bis 2023 bestritt sie weitere 49 Punktspiele (10 Tore) und 23 Spiele (4 Tore) in den Finalrunden, die sich jeweils der regulären Saison anschlossen.
Von 2023 bis 2025 spielte sie für den Ligakonkurrenten Standard Lüttich. In insgesamt 38 Spielen (einschließlich zehn in einer Finalrunde) erzielte sie 15 Tore. Seit der Saison 2025/26 ist sie Vertragsspielerin des französischen Erstligisten FC Nantes.

### Nationalmannschaft
Toloba spielte zunächst für die Nachwuchsmannschaften des KBFV und durchlief die Altersklassen U16 bis U19. Ihr Debüt als Nationalspielerin gab sie am 18. Mai 2014 beim 4:0-Sieg über die U16-Nationalmannschaft Kroatiens in einem im schweizerischen Magglingen ausgetragenen Turnier, in dem sie sogleich ihre ersten beiden Länderspieltore erzielte. In zwei weiteren Turnierspielen wurde sie ebenfalls eingesetzt (0:2 vs. Schweiz, 3:1 vs. Irland). Im Zeitraum 6. Oktober 2014 – 27. März 2016 kam sie in 15 Länderspielen für die U17-Nationalmannschaft zum Einsatz, in denen sie fünf Tore erzielte.
Im Zeitraum 20. Oktober 2016 – 10. April 2018 wurde sie in 16 Länderspielen für die U19-Nationalmannschaft eingesetzt, in denen ihr acht Tore gelangen.
Ihr Debüt in der A-Nationalmannschaft gab sie am 12. Juli 2024 in Sint-Truiden bei der 0:3-Niederlage gegen die Nationalmannschaft Dänemarks im  fünften Spiel der EM-Qualifikationsgruppe A2 mit Einwechslung für Laura Deloose in der 85. Minute. Sie wurde ebenfalls in den beiden Ausschlussspielen der ersten und zweiten Runde am 29. Oktober 2024 beim 5:0-Sieg über die Nationalmannschaft Griechenlands und am 3. Dezember 2024 beim 2:1-Sieg über die Nationalmannschaft der Ukraine eingesetzt; in diesem erzielte sie mit dem Treffer zur 1:0-Führung in der 67. Minute ihr erstes A-Länderspieltor.
Des Weiteren bestritt sie alle sechs Spiele der Gruppe A3 im Wettbewerb der Nations-League; im ersten Spiel am 21. Februar 2025 bei der 2:3-Niederlage gegen die Nationalmannschaft Spaniens in Valencia erziele sie mit dem Treffer zur 1:0-Führung in der 18. Minute das erste Tor ihrer Mannschaft. Danach fand sie am 20. und 26. Juni 2025 in zwei Freundschaftsspielen Berücksichtigung (0:5 vs. Frankreich in Valenciennes, 2:0 vs. Griechenland in Brüssel).
Am 11. Juni wurde sie für den EM-Kader 2025 nominiert. Sie wurde in allen drei Spielen der Gruppe B berücksichtigt.

## Erfolge
Nationalmannschaft
- Erste Teilnahme an einer Europameisterschaft (2025)

Standard Lüttich
- Belgischer Pokal-Sieger 2025

RSC Anderlecht
- Belgischer Meister 2020, 2021, 2022, 2023
- Belgischer Pokal-Sieger 2022

KAA Gent
- Belgischer Pokal-Sieger 2017, 2019